# Rauvolfia linearifolia
Rauvolfia linearifolia là một loài thực vật có hoa trong họ La bố ma. Loài này được Britton & P.Wilson miêu tả khoa học đầu tiên năm 1920.